# Єламос-де-Арріба
Єламос-де-Арріба (ісп. Yélamos de Arriba) — муніципалітет в Іспанії, у складі автономної спільноти Кастилія-Ла-Манча, у провінції Гвадалахара. Населення — 125 осіб (2010).
Муніципалітет розташований на відстані близько 75 км на схід від Мадрида, 27 км на схід від Гвадалахари.

## Демографія
Динаміка населення (INE ):

## Галерея зображень

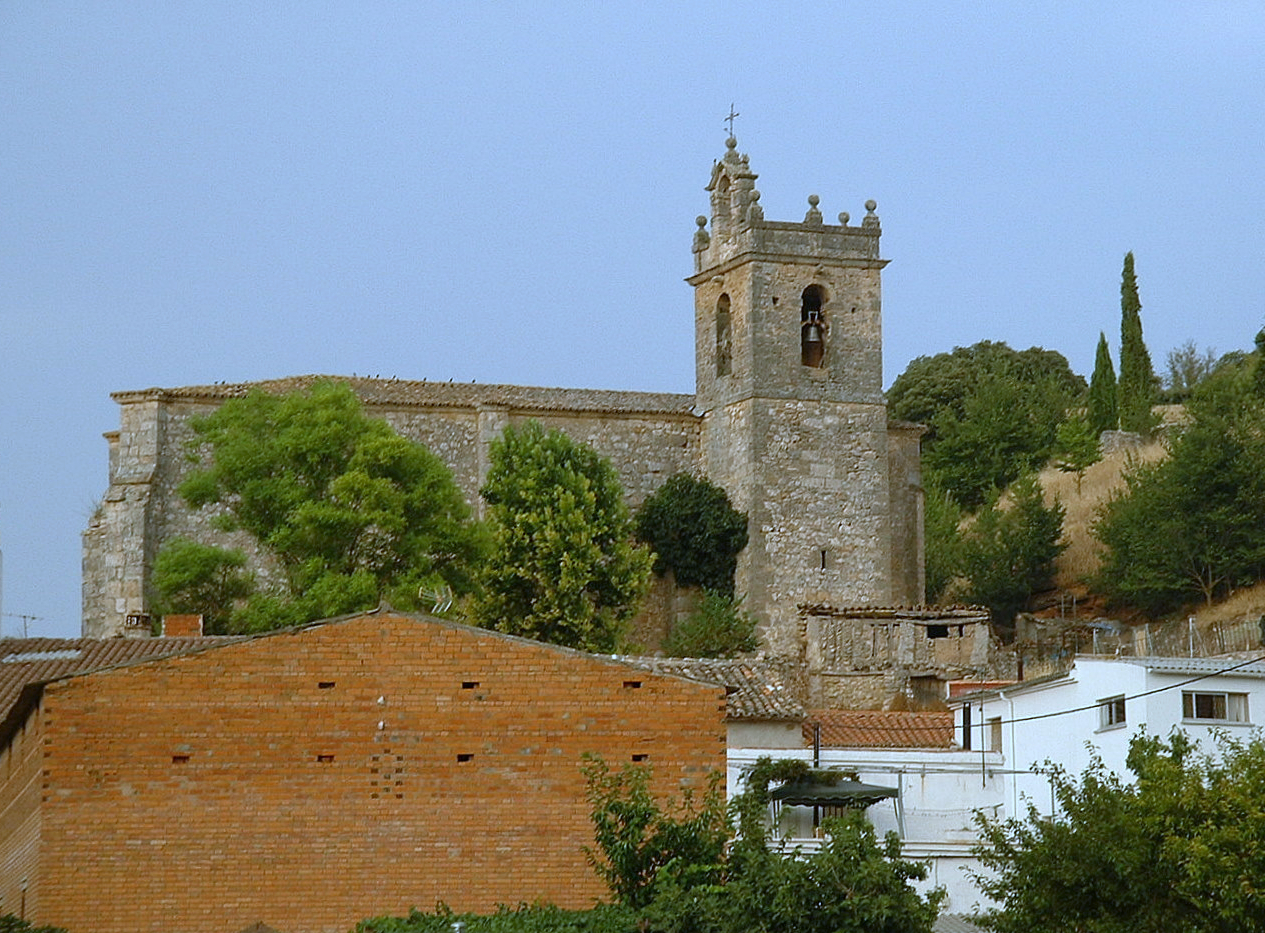
Церква у Єламос-де-Арріба